# Przypadki Idziego Blasa

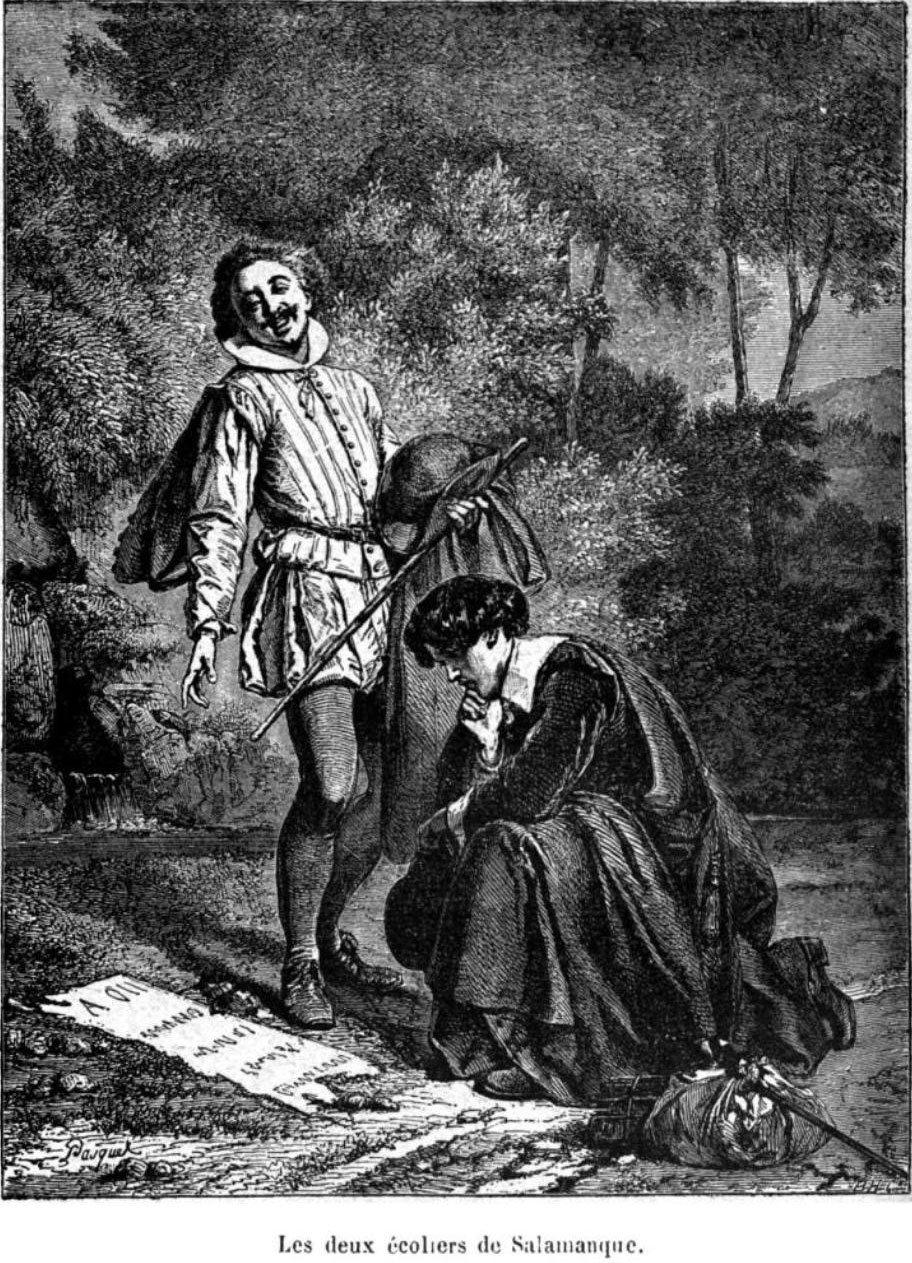
Ilustracja do prologu utworu Przypadki Idziego Blasa

Przypadki Idziego Blasa (oryg. fr Histoire de Gil Blas de Santillane) – powieść Alaina Lesage’a. Była publikowana w trzech częściach kolejno w latach 1715, 1724 i 1735.

## Okoliczności powstania utworu
W całej twórczości Lesage’a rolę podstawowej inspiracji spełniała literatura i kultura hiszpańska. Jego powieść Diabeł kulawy jest przeróbką dzieła E. Veleza de Guevary pod tym samym tytułem. Również geneza Przypadków Idziego Blasa była przedmiotem dyskusji badaczy. Zdaniem A. Adama powieść nie jest jednak przeróbką nieznanego utworu hiszpańskiego, a dziełem całkowicie oryginalnym. Dowodem na to miałyby być m.in. rażące błędy geograficzne, jakie popełnia bohater utworu, opisując swoje podróże po Hiszpanii. Z kolei G. Lanson podkreśla, że Lesage swobodnie zapożyczał postacie i motywy z różnych dzieł hiszpańskich, zgodnie z powszechną w swojej epoce praktyką.

## Treść
Idzi Blas, urodzony w rodzinie plebejskiej, zostaje wysłany przez wuja i rodziców na naukę do Salamanki. Po drodze zostaje kilkakrotnie okradziony, zmuszony do wstąpienia do bandy rozbójników, zyskuje wsparcie kobiety, którą uratował przed nimi, wreszcie postanawia zrezygnować z kariery uniwersyteckiej i zarabiać na życie jako służący. Zatrudniają go osoby przedstawiające wszystkie stany: kanonik, lekarz, aktorka, młodzi arystokraci i arystokratki, arcybiskup. Kilkakrotnie Idzi Blas rezygnuje ze służby i przez krótki czas prowadzi życie złodzieja. W toku kolejnych przygód, zyskiwania nowych znajomości i podejmowania pracy u wpływowych osób zostaje powiernikiem ministra, księcia de Lerma i sam staje się wpływową osobistością na dworze Filipa III. Popada jednak w niełaskę; wypuszczony z więzienia, postanawia zrezygnować z życia światowego i osiąść razem z wiernym służącym na folwarku podarowanym mu przez szlachcica, u którego niegdyś pracował. Żeni się z córką jednego ze swoich dzierżawców, Antonią, która jednak szybko umiera. Po śmierci króla decyduje się w związku z tym na powrót na dwór, gdzie odzyskuje pozycję dzięki protekcji księcia Olivaresa. Po jego upadku wraca na wieś, gdzie żeni się po raz drugi i prowadzi odtąd spokojne życie.

## Cechy utworu
Przypadki Idziego Blasa są typowym przykładem powieści pikarejskiej z jej charakterystyczną strukturą - biografia głównego bohatera jest niezwykle skomplikowana, obfituje w nieoczekiwane przygody i nagłe zwroty akcji. Główny wątek utworu, jakim są kolejne przygody tytułowego bohatera, jest przerywany opowieściami innych postaci, jakie Idzi Blas spotyka w czasie swoich podróży po Hiszpanii. Budowa utworu, złożonego z szeregu związanych ze sobą jedynie główną postacią scen, zbliża Przypadki Idziego Blasa do Charakterów. Bohaterowie z różnych sfer społecznych są wprowadzani w celu przedstawienia w dziele możliwie kompletnej wizji społeczeństwa, ukazania figur typowych dla poszczególnych środowisk. Kształt dzieła jest przy tym związany z osobistymi obserwacjami autora nt. polityki wewnętrznej Francji: pierwsza część opisuje współczesne mu stosunki społeczne, druga - obyczaje dworskie w epoce regencji Filipa II Burbona-Orleańskiego (ukazanej pod postacią monarchii hiszpańskiej), zaś trzecia - ich zmianę w czasach rządów kardynała Fleury, przedstawionego w utworze pod postacią księcia Olivaresa. Lesage ukazuje swoją dezaprobatę wobec panujących na dworze obyczajów; przykładem demoralizacji dotykającej dworzan jest postawa samego Idziego Blasa, który jako powiernik de Lermy staje się cyniczny i bezwzględny, zapominając nawet o własnej rodzinie. Dopiero nieszczęścia bohatera sprawiają, że jego tok myślenia ulega zmianie.
Zdaniem Lansona psychologizm utworu jest poważnie ograniczony, ponieważ narrator poświęca niewiele miejsca i uwagi poszczególnym postaciom, co sprawia, że powieść ma charakter raczej szeregu komicznych scen niż poważnej analizy społecznej. Również postać Idziego Blasa jest słabo zindywidualizowana, co skłania tego autora do określenia jej mianem "szufladkowej", tj. pasującej do każdego powieściowego kontekstu. A. Adam idzie jeszcze dalej, określając akcję utworu jako "bez wyrazu", zaś samego Lesage’a jako słabego obserwatora, obdarzonego wprawdzie dobrym stylem i dowcipem, ale mało kreatywnego. Lanson podkreśla przy tym drobiazgowość opisów, jakie wprowadza Lesage, opisując w sposób ograniczony bohaterów, za to skupiając się na miejscach akcji i otoczeniu postaci.